# John Bercow
John Simon Bercow (født 19. januar 1963 i Edgware) er en britisk politiker, der har været speaker for Underhuset fra 22. juni 2009 til 31. oktober 2019. Før det var han medlem af det Konservative Parti fra 1980 frem til 2009, hvor han meldte sig ud af partiet, som det er kutyme når man vælges som speaker. Bercow erstattede Michael Martin fra Labour som speaker. Martin blev som den første speaker siden 1695 tvunget til at gå af i utide pga. en skandale. Da Bercow blev valgt som speaker fik han mere opbakning fra Labour end fra sit eget parti.
Han blev valgt i tredje afstemningsrunde med 322 stemmer mod 271 til sin partifælle George Young. I de første runder havde ingen kandidat opnået 50% af stemmerne. Efter anden runde trak alle andre end Bercow og Young deres kandidatur.
Bercow blev valgt til Underhuset for de konservative i Buckingham ved parlamentsvalget i 1997 og blev på et tidspunkt medlem af skyggekabinettet. Under hans ledelse har mandlige medlemmer af parlamentet fået lov til at tale uden at bære slips og rådgiverne foran ham er blevet fritaget for at bære paryk.
Han begyndte at spille tennis som otteårig og blev på et tidspunkt Middlesex-mester for U/12-spillere. Senere spillede han double med den senere premierminister David Cameron. Mens han gik på Essex University blev han formand for den konservative studenterforening, men den blev lukket i 1986 af det konservative partis formand.

## Opvækst og uddannelse
Bercow gik på Frith Manor Primary School i Woodside Park, og Finchley Manorhill, der er en stor enhedsskole i North Finchley. I sin ungdom rangerede Bercow som Storbritanniens bedste juniortennisspiller, men han tabte denne position som følge af bronkitisk astma, og han kunne af samme grund heller ikke få en professionel karriere.
Bercow færdiggjorde sine studier i statskundskab på University of Essex i 1985 og sluttede med topkarakterer. Professor Anthony King udtalte "Da han var studerende her, var han meget højreorienteret, temmelig temperamentsfuld og meget dygtig. Han var en fantastisk studerende."
Som ung aktivist blev Bercow medlem af den højreorienterede Conservative Monday Club. Her var han kandidat til klubbens nationale leder i 1981 med et manifest, der skulle indføre et program med "assisteret hjemsendelse" af immigranter, og han blev sekretær for klubbens immigrations- og hjemsendelseskomité. I en alder af 20 år forlod han klubben med den begrundelse at han ikke kunne forlige sig med de øvrige medlemmers synspunkter, og han har siden kaldt sin deltagelse i klubben for "fuldstændig vanvittig", og han har afskrevet sine synspunkter fra denne periode som "idiotiske".

## Karriere før politik
Efter han dimitterede fra University of Essex, blev Bercow valgt som den sidste nationale bestyrelsesformand for Federation of Conservative Students (FCS) i 1986-87. FCS blev nedlagt i 1987 af den daværende formand for Det Britiske Konservative Parti, Norman Tebbit, efter at et af dets medlemmer havde anklaget det tidligere konservative medlem af det britiske parlament Harold Macmillan for krigsforbrydelser ved udleveringen af kosakker til Sovjetunionen. Bercow tiltrak sig opmærksomhed fra de konservatives ledelse, og i 1987 blev han udpeget af Tebbit som vice-formand for Conservative Collegiate Forum (efterfølgeren til FCS), for at lede kampagnen for studenterhjælp op til Parlamentsvalget i 1987.
Efter en periode hos en investeringsbank, sluttede Bercow sig til lobbyist-firmaet Rowland Sallingbury Casey (en del af Saatchi & Saatchi) i 1988, hvor han blev bestyrelsesmedlem inden for fem år.
Sammen med en anden konservativ, Julian Lewis, stod Bercow bag et avancereret tale- og kampagnekursus i over ti år. Kurset lærte over 600 konservative politikere (herunder flere Parlamentsmedlemmer) om kampagne- og kommunikationsteknikker. Han holdt også foredrag i USA for studerende på Leadership Institute.

## Politisk karriere

### Byrådsmedlem
I 1986 blev Bercow valgt som konservativt byrådsmedlem i London Borough of Lambeth, og han sad i 4 år, hvor han repræsenterede Streatham, St Leonard's ward. I 1987 blev han udnævnt som den yngste stedfortrædende gruppeleder i Storbritannien.

### Særlig rådgiver
I 1995 blev Bercow udnævnt som særlig rådigver for Chief Secretary for finansforfalter Jonathan Aitken. Efter Aitken trådte tilbage pga. injurier tjente Bercow som særlig rådgiver for statssekretæren for National Heritage, Virginia Bottomley.

## Privatliv
Bercow blev gift med Sally Illman i 2002, og sammen har de tre børn. Hans kone var tidligere konservativ, men skiftede og støtter nu for Labour, og hun har deltaget i kampagner både for hendes mand og for partiet Labour under valget i 1997. Bercow og hans nærmest afviser dog, at hun var særlig indflydelsesrig til at få ændret hans højreorienterede holdning.
Bercow er humanist, og før han tog posten som Speaker var han medlem af All-Party Parliamentary Humanist Group. Da han diskuterede gejstliges rolle i parlamentet, beskrev han sig selv under en dabt som "en ikke-religiøs person der havde en sekulær interesse i et vigtigt emne".
Bercow har været fan af Arsenal F.C. siden januar 1971, og har sæsonkort til deres kampe. Han ser altid kampene på stadion sammen med sin søn.

## Titler
- Indtil 1997: Hr. John Bercow
- 1997–2009: Hr. John Bercow MP
- 2009–nu: The Right Honourable John Bercow MP

### Skolastik
Universitetsgrader
| Land    | Dato | Uddannelsesinstitution | Uddannelse                                              |
| ------- | ---- | ---------------------- | ------------------------------------------------------- |
| England | 1985 | University of Essex    | First-class honours Bachelor of Arts (BA) in Government |

Universitetskansler, gæsteforelæser, guvernør og fellowships
| Land    | Dato              | Uddannelsesinstitution     | Stilling            |
| ------- | ----------------- | -------------------------- | ------------------- |
| England | 2014 –            | University of Bedfordshire | Universitetskansler |
| England | 18. juli 2017 –   | University of Essex        | Universitetskansler |
| England | 27. januar 2017 – | University of Manchester   | Æresprofessor       |

Ærestitler
| Land    | Dato            | Uddannelsesinstitution     | Degree                            |
| ------- | --------------- | -------------------------- | --------------------------------- |
| England | 2010            | University of Essex        | Doctor of the University (D.Univ) |
| England | 16. marts 2013  | University of Buckingham   | Doctor of Laws (LL.D)             |
| England | 23. januar 2014 | De Montfort University     | Doktorat                          |
| England | 30. januar 2014 | City, University of London | Doctor of Science (D.Sc)          |

## Eksterne henvisnginer
- Wikimedia Commons har flere filer relateret til John Bercow
- Officiel hjemmeside
- Debrett's People of Today
- The Speaker official Parliament website
- APPG for Tribal Peoples – Official website
- Optrådte på C-SPAN
- John Bercow på Internet Movie Database (engelsk)